# Hiroshi Ōki
Hiroshi Ōki (大木浩, Ōki Hiroshi) est un homme politique japonais né le 30 juin 1927 à Nishibiwajima (actuellement Kiyosu) et mort le 13 novembre 2015. Membre du Parti libéral-démocrate, il est Ministre de l'Environnement du 8 février 2002 au 30 septembre 2002.